# María de la Paz Hernández
María de la Paz Hernández (provincia de Buenos Aires, 1 de enero de 1977) es una exjugadora argentina de hockey sobre césped.
Entre los logros que consiguió con la Selección nacional de hockey sobre césped, se destacan el Campeonato del Mundo de Perth en 2002, la medalla de plata en los Juegos Olímpicos de Sídney 2000, las medallas de bronce en Atenas 2004 y Pekín 2008 y los Champions Trophy de 2001 y 2008.
Es hermana del jugador de rugby Juan Martín Hernández.

## Títulos

### Selección nacional
- 1997 - Medalla de oro en los Juegos Panamericanos Junior (Santiago, Chile)
- 1997 - Medalla de bronce en la Copa del Mundo Junior (Seongnam, Corea)
- 1999 - Medalla de oro en los Juegos Panamericanos (Winnipeg, Canadá)
- 2000 - Medalla de plata en los Juegos Olímpicos (Sídney, Australia)
- 2001 - Medalla de oro en el Champions Trophy (Amstelveen, Países Bajos)
- 2001 - Medalla de oro en la Copa de las Américas (Kingston, Jamaica)
- 2002 - Medalla de plata en el Champions Trophy (Macao, China)
- 2002 - Medalla de oro en la Copa del Mundo (Perth, Australia)
- 2003 - Medalla de oro en los Juegos Panamericanos (Santo Domingo, República Dominicana)
- 2004 - Medalla de oro en la Copa de las Américas (Bridgetown, Barbados)
- 2004 - Medalla de bronce en los Juegos Olímpicos (Atenas, Grecia)
- 2004 - Medalla de bronce en el Champions Trophy (Rosario, Argentina)
- 2006 - Medalla de bronce en la Copa del Mundo (Madrid, España)
- 2008 - Medalla de oro en el Champions Trophy (Mönchengladbach, Alemania)
- 2008 - Medalla de bronce en los Juegos Olímpicos (Pekín, China)

### Clubes
- 2006 - Copa de la Reina ( Club de Campo Villa de Madrid)
- 2007 - Liga Española ( Club de Campo Villa de Madrid)

- Datos: Q3435316